# Ernst Leonard Lindelöf
Pour les articles homonymes, voir Lindelof.
Ernst Leonard Lindelöf (7 mars 1870 – 4 juin 1946) est un mathématicien finlandais suédophone qui travaille principalement en analyse complexe et en théorie des équations différentielles.
Son nom est associé entre autres :
- au principe de Phragmén-Lindelöf, qui est une généralisation du principe du maximum pour des domaines non bornés ;
- et à l'hypothèse de Lindelöf, selon laquelle la fonction zêta de Riemann vérifierait asymptotiquement, pour tout ε > 0,

## Biographie
Ernst Lindelöf est le fils du mathématicien et astronome suédophone Lorenz Leonard Lindelöf (sv) et le frère du philologue Uno Lorenz Lindelöf (sv). Il fait ses études à l'université Alexandre d'Helsingfors, où il passe sa thèse en 1893 sous la direction de Hjalmar Mellin et devient assistant en 1895 puis professeur en 1903. Il est membre de la Société finlandaise des sciences et des lettres. En plus de ses travaux mathématiques, Lindelöf œuvre pour l'étude de l'histoire des mathématiques finlandaises.
Il dirige seize thèses, dont celles de Rolf Nevanlinna, Lars Ahlfors, Kalle Väisälä et Pekka Myrberg.

## Publications
Lindelöf écrit plusieurs livres qui font référence. Outre le classique Le Calcul des résidus et ses applications à la théorie des fonctions, dans la collection de monographies sur la théorie des fonctions de Émile Borel en 1905, il est l'auteur d'une Introduction à l'analyse supérieure en finnois, d'une Introduction à la théorie des fonctions (1936) et d'un Calcul différentiel et intégral et ses applications en cinq parties publiées entre 1920 et 1946.

## Note et référence
1. ↑  Son cousin : la mère de Rolf Nevanlinna et le père de Ernst Leonard sont frère et sœur.